# Disternopsis bivittipennis
Disternopsis bivittipennis là một loài bọ cánh cứng trong họ Cerambycidae.